# Hollywooder Liederbuch
Das Hollywooder Liederbuch ist eine Sammlung von Kunstliedern, die Hanns Eisler zwischen Mai 1942 und Dezember 1943 unter dem Eindruck des Lebens im Exil in Santa Monica (Los Angeles, nähe Hollywood, Kalifornien) komponierte. So kommen in Text (weitenteils von Bertolt Brecht) und Musik Verzweiflung und Abscheu vor dem Geschehen in Europa, Unverständnis für die in Deutschland gebliebenen Opportunisten, Befremdlichkeit in einer als unerträglich oberflächlich empfundenen Kultur und Sehnsucht nach der verloren gegangenen kulturellen deutschen Identität zum Ausdruck.
Mit Hollywood hat das Liederbuch meist nur indirekt etwas zu tun – vielmehr will Eisler der „massenhaften Zerstreuung“ der Hollywood-Ästhetik eine „individuelle Konzentration“ durch die Form des Kunstliedes entgegensetzen.
Musikalisch zeichnet sich das Werk durch eine sehr breite stilistische Fächerung aus. So stehen klassisch-romantische,  impressionistische, expressionistische und freitonale Klänge, 12-Ton-Technik und leichte Anklänge an Unterhaltungsmusik wie Schlager oder Blues nebeneinander und sind manchmal sogar ineinander verwoben.

## Entstehung
Aus den Gesprächen Eislers mit Hans Bunge entsteht der Eindruck, Eisler habe sich dem Liederbuch aus Gründen des reinen Zeitvertreibs neben der Notwendigkeit der täglichen Lohnarbeit gewidmet. Brecht vermutete dahinter jedoch eine „bescheidene Brucknergeste“, die eigentlich das Gegenteil bezwecke.  
Fest steht, dass das „Hollywooder Liederbuch“ kein geordneter Liederzyklus ist, sondern aus einer Reihe von Liedern besteht, die eher collageartig zusammengefügt sind – ohne deutlichen inhaltlichen oder gar narrativen roten Faden wie bei den großen romantischen Liederzyklen.  Viele sprechen von einer Art  musikalischen Tagebuchs Eislers (Brecht, Hufschmidt, Roth). 
Es lässt sich auch nicht zweifelsfrei bestimmen, welche Lieder zu dem Liederbuch dazu zu zählen sind. Die Angaben schwanken von 40 Liedern bis zu 200 Liedern (Erwin Ratz). Die Zuordnung von unten stehenden 47 Liedern des Eisler-Forschers Manfred Grabs hat sich weitgehend durchgesetzt. Die Lieder wurden auch nicht für eine zusammenhängende, geplante öffentliche Aufführung geschrieben; die erste Aufführung des ganzen Liederbuches fand erst 1982 statt. 
Eisler begann die Arbeit an der Sammlung mit Vertonungen von im skandinavischen Exil entstandenen Gedichten Bertolt Brechts (Steffinsche Sammlung). Diese Sammlung knüpft nicht direkt an das Exil an, ist aber durch seine Entstehungsgeschichte eng mit den Erfahrungen eines Exilanten verbunden.

## Texte
Textgrundlage des Liederbuches sind Gedichte verschiedener Autoren. Der Großteil stammt von Bertolt Brecht (28 Lieder), des Weiteren beinhaltet es sechs (von Eisler mehr oder weniger stark umgearbeitete) Fragmente von Friedrich Hölderlin, die fünf Anakreontischen Fragmente von Eduard Mörike, 2 Lieder nach Worten von Blaise Pascal, je ein Gedicht von Goethe, Eichendorff, Viertel, Rimbaud und von Eisler selbst sowie ein Lied nach Bibelworten.

## Traditionsbezug des Liederbuchs und Stellung in Eislers Kunstliedschaffen
Eislers Sechs Lieder op. 2 von 1922 bis 1923 – während seiner Lehrzeit bei Arnold Schönberg entstanden – sind atonal ganz im Sinne der Zweiten Wiener Schule komponiert. Die Zeitungsausschnitten op. 11 von 1926 sind zwar in einer avantgardistischen Tonsprache, aber durch die Textauswahl hat sich Eisler bereits vom bürgerlichen Kunstlied entfernt. In der Folgezeit schrieb Eisler nahezu ausschließlich sozialistische Kampf-, Arbeiter-, Agitations- u. ä. Massenlieder. Diese waren natürlich, um von der Masse gesungen werden zu können, künstlerisch schlichter gehalten. Aber mit seiner Abwendung vom bürgerlichen Konzertbetrieb sind auch die Lieder in seinen Kantaten, Lehrstücken u. ä. in einer eingängigen Tonsprache geschrieben. 
Im Exil hatte Eisler kaum die Möglichkeit der politischen Einflussnahme durch seine Musik; er wendet sich wieder der intimeren Gattung des traditionellen Kunstliedes für Gesang und Klavier zu.  Auch stilistisch nimmt er erstaunlich eindeutig Bezug auf die Tradition. In nicht wenigen Liedern herrscht eine klassisch-romantische Tonsprache vor; in „Über den Selbstmord“ wird sogar wörtlich der Beginn von Schuberts Winterreise vertont. „Frühling“ hingegen klingt impressionistisch – an Debussy erinnernd; die in vielen Liedern harschen, abrupten Abschlüsse wirken expressionistisch; in vielen Liedern löst sich Eisler jedoch auch von der Tonalität. Spekulativ bleibt, ob die musikalischen Rückbezüge zur Tradition im Sinne des Neoklassizismus zu deuten sind oder ob es ein Ausdruck von Eislers Sehnsucht nach der deutschen Kultur im amerikanischen Exil ist. Eislers andere Werke des Exils sind seltener in traditioneller Tonsprache gehalten.

## Kritik an Hollywood
Mit der Vertonung der fünf Hollywood-Elegien Brechts im Herbst 1942 wandte sich Eisler stärker den konkreten Umständen des Exils zu, vor allem unter den Umständen der Hollywooder Filmindustrie. 
Ein immer wiederkehrendes Thema ist die Situation des Künstlers und der Kunst unter den Bedingungen kapitalistischer Produktion. So bilden beispielsweise in dem Lied Unter den grünen Pfefferbäumen die romantischen Inhalte des Kunstliedes mit seinen Bächlein, Mühlen oder eben Pfefferbäumen einen jähen Kontrast zu der Realität der Notwendigkeit der Produktion der Ware Musik im Kapitalismus (Unter den grünen Pfefferbäumen – gehn die Musiker auf den Strich). Seine Erfahrungen mit der Ausschließlichkeit des Gebrauchswertes von Kunst in Hollywood verarbeitete Eisler zum Beispiel im Lied Die Stadt ist nach den Engeln genannt, das sich unmittelbar auf Los Angeles bezieht. Musikalisch verarbeitete Eisler hier „abgenutzte Klänge“, vor allem in der Form des Quartsextakkord, welche sich auf Wohlklang und Gefallen ausgerichtete und damit marktkonforme Musik bezieht. Andererseits macht die Vortragsanweisung „mit finsterem Schmalz vorzutragen“ den Ernst der Situation deutlich.

## Antike Bezüge
Die Elegie nimmt eine bedeutende Stellung in der Sammlung ein. Dazu muss gesagt werden, dass „Elegie“ in der Musik und in der Literatur eine unterschiedliche Bedeutung hat. In der Musik sind Elegien meist sentimentale oder traurige bis hin zu kitschigen Stücken für Melodieinstrument und Klavier oder für Klavier solo – häufig von eher mittelmäßigem Anspruch. In der Literatur hingegen geht die Elegie auf einen altgriechischen Doppelvers aus Hexameter und Pentameter zurück. Später wurde die Elegie auch mit einem bestimmten Inhalt verknüpft, den Hegel als „reflektierende Weltbetrachtung“ bezeichnete. Die Elegien in Eislers Hollywooder Liederbuch sind Elegien im literarischen Sinne, wobei die Topoi Trauer und Schmerz beiden Bedeutungen von Elegie gemeinsam ist. 
Dass sich Eisler der antiken Form der Elegie bewusst war, zeigen auch die Vertonungen der Anakreontischen Fragmente im Liederbuch. Die (musikalische) Elegie ist formal sehr offen. Die antike Elegie stand immer in einem Wechselverhältnis mit den gesellschaftlichen Umständen. Als zusätzlich geeignet erwiesen sich die Topoi von Trauer und Schmerz, die die Elegie in der späteren Rezeption bestimmten. Beide Aspekte spiegeln wichtige Inhalte und Charakteristika des Hollywooder Liederbuchs wider. 

## Auflistung der Lieder
Im Rahmen des Internet-Kunstprojekt „Approximations/Contradictions“ von Ana Torfs, Realisation durch die „Dia Art Foundation“ können Videos von 21 Liedern des Hollywooder Liederbuchs (von 21 verschiedenen Sängern, in jeweils 3 verschiedenen Versionen aufgenommen) online gehört werden.
- 1. Der Sohn (Brecht)   
  - I. „Wenn sie nachts lag und dachte“
  - II. „Mein junger Sohn fragt mich“
- 2. In den Weiden (Brecht)
- 3. An den kleinen Radioapparat (Brecht)
- 4. Frühling (Brecht)
- 5. Speisekammer 1942 (Brecht)
- 6. Auf der Flucht (Brecht)
- 7. Über den Selbstmord (Brecht)
- 8. Die Flucht (Brecht)
- 9. Gedenktafel für 4000 Soldaten, die im Krieg gegen Norwegen versenkt wurden (Brecht)
- 10. Epitaph auf einen in der Flandernschlacht Gefallenen (Brecht)
- 11. Spruch (Brecht)
- 12. Panzerschlacht (Brecht)
- 13. Ostersonntag (Brecht)
- 14. Der Kirschdieb (Brecht)
- 15. Hotelzimmer 1942 (Brecht)
- 16. Die Maske des Bösen (Brecht)
- 17. Zwei Lieder nach Worten von Pascal
  - I. „Despite these miseries“
  - II. „The only thing“
- 18. Winterspruch (Brecht)
- 19. Fünf Elegien („Hollywood-Elegien“) (Brecht)
  - I. „Unter den grünen Pfefferbäumen“
  - II. „Die Stadt ist nach den Engeln genannt“
  - III. „Jeden Morgen, mein Brot zu verdienen“
  - IV. „Diese Stadt hat mich belehrt“
  - V. „In den Hügeln wird Gold gefunden“
- 20. Die letzte Elegie (Brecht)
- 21. L’automne californien / Kalifornischer Herbst (Berthold Viertel)
- 22. Anakreontische Fragmente (Mörike nach Anakreon)
  - I. Geselligkeit betreffend
  - II. „Dir auch wurde Sehnsucht nach der Heimat tödlich“
  - III. Die Unwürde des Alterns
  - IV. Später Triumph
  - V. In der Frühe
- 23. Erinnerung an Eichendorff und Schumann (Eichendorff)
- 24. Hölderlin-Fragmente
  - I. An die Hoffnung
  - II. Andenken.
  - III. Elegie 1943
  - IV. Die Heimat
  - V. An eine Stadt
  - VI. Erinnerung
- 25. Der Mensch (Bibelworte)
- 26. Vom Sprengen des Gartens (Brecht)
- 27. Die Heimkehr (Brecht)
- 28. Die Landschaft des Exils (Brecht)
- 29. Rimbaud-Gedicht
- 30. Der Schatzgräber (Goethe)
- 31. Nightmare (Hanns Eisler)
- 32. Hollywood-Elegie Nr. 7 (Brecht)

## Aufnahmen
- Matthias Goerne – Bariton, Eric Schneider – Klavier, DECCA 460 582-2, Reihe „Entartete Musik“, 1998.
- Dietrich Fischer-Dieskau – Bariton, Aribert Reimann – Klavier, Label: Teldec (Warner).
- Irmgard Arnold – Mezzosopran, Label: Berlin Cla (edel).
- Roswitha Trexler – Mezzosopran, Jutta Czapski – Klavier, Label: Bc (edel).
- Wolfgang Holzmair – Gesang, Peter Stamm – Klavier, Label: Koch Class.
- „Despite Eisler“, Anna von Schrottenberg – Gesang, Christian Rösli – Wurlitzer/Electronics, Luca Leobruni – Kontrabass, Polyphenia, LC 05052, 2006.